# Arnold Olsen
Arnold Olsen (* 17. Dezember 1916 in Butte, Montana; † 11. Oktober 1990 in Helena, Montana) war ein US-amerikanischer Politiker. Zwischen 1961 und 1971 vertrat er den Bundesstaat Montana im US-Repräsentantenhaus.

## Werdegang
Arnold Olsen besuchte die öffentlichen Schulen in Butte sowie zwischen 1934 und 1936 die Montana School of Mines. Anschließend studierte er bis 1940 an der juristischen Fakultät der Montana State University Jura. Während des Zweiten Weltkriegs diente Olsen von 1942 bis 1946 in der US-Marine. Danach war er als Rechtsanwalt tätig.
Arnold Olsen war Mitglied der Demokratischen Partei. Zwischen 1948 und 1956 war er Attorney General von Montana. Zwischen dem 3. Januar 1961 und dem 3. Januar 1971 war er als Nachfolger des in den Senat gewechselten Lee Metcalf für fünf Legislaturperioden Abgeordneter im US-Kongress. Im Jahr 1970 unterlag er bei den Kongresswahlen gegen Richard G. Shoup, den Kandidaten der Republikanischen Partei.
In den Jahren 1972 und 1974 bewarb sich Olsen jeweils erfolglos um eine Rückkehr in den Kongress. Danach wurde er Richter im Zweiten Juristischen Bezirk von Montana. Dieses Amt übte er zwischen 1975 und 1990 aus.